# Kęstutis Masiulis

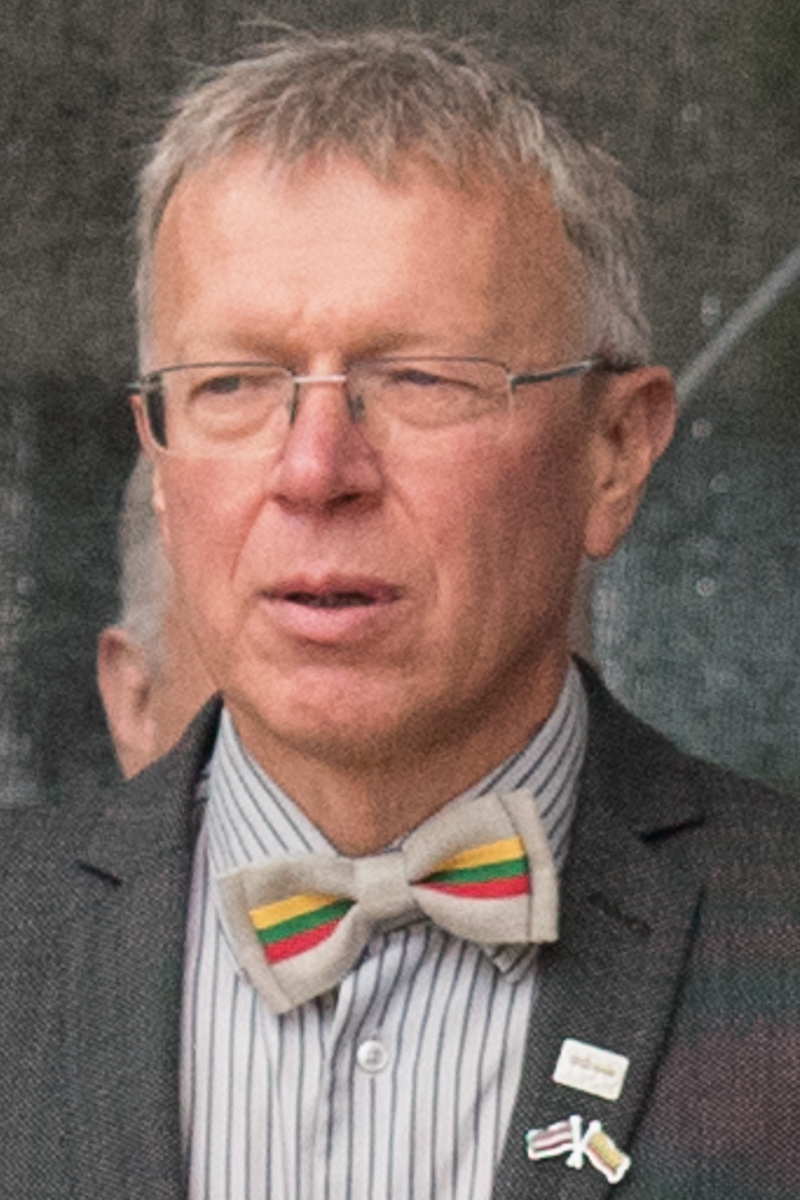
Kęstutis Masiulis (2018)

Kęstutis Masiulis (* 23. März 1957 in Kelmė) ist ein litauischer Politiker und Hochschullehrer.

## Leben
Nach dem Abitur 1975 an der Mittelschule Kelmė absolvierte er 1980 das Studium der Physik mit Auszeichnung an der Universität Vilnius; 1989 promovierte er in Philosophie zum Thema „Fizikos ir matematikos mokslų filosofinės problemos Lietuvoje 1920–1940 m.“
Von 1997 bis 2000 lehrte er Philosophie und Sozialpolitik an der Universität Vilnius.
Von 2000 bis 2003 war er Dekan einer Fakultät der Rechtsakademie von Litauen, von 2003 bis 2005 Stellvertreter des Bürgermeisters von Vilnius, Artūras Zuokas, 2004 und von 2008 bis 2012 Mitglied des Seimas. Seit 2005 ist er Professor an der Mykolas-Romer-Universität.